# Tadeusz Czerwiński (dyplomata)
Tadeusz Czerwiński (ur. 28 lutego 1940 w Horpieniu, zm. 5 września 2024) – polski prawnik, urzędnik konsularny i dyplomata, działacz sportowy i przedsiębiorca.

## Życiorys
Pracownik polskiej służby zagranicznej, m.in. jako sekretarz ambasady w Moskwie, członek personelu ambasad w Kuala Lumpur i Brukseli, konsul generalny w Chicago (1988–1990). Następnie został dyrektorem departamentu w Ministerstwie Spraw Zagranicznych. W połowie lat. 90. zwolnił się z MSZ i został dyrektorem w Banku Handlowym. Działacz klubu sportowego Wisła Kraków, m.in. wiceprezes w latach 70. XX wieku i prezes w 2004. Honorowy prezes Stowarzyszenia Kibiców Wisły Kraków od 2005.